# سام غوين
سام غوين (بالإنجليزية: Sam Gwynne)‏ هو لاعب كرة قدم بريطاني في مركز الوسط، ولد في 17 ديسمبر 1987 في هيرفورد في المملكة المتحدة. لعب مع نادي نيث ونادي هيرفورد.

## وصلات خارجية
- سام غوين على موقع قاعدة بيانات كرة القدم.إي يو (الإنجليزية)
- سام غوين على موقع Soccerbase.com (لاعب) (الإنجليزية)